# Mille anni in Sicilia
Mille anni in Sicilia è un libro di divulgazione storica scritto da Giuseppe Quatriglio nel 1985 ed edito da Marsilio. Ha avuto dodici edizioni in lingua italiana, tre in lingua inglese (A thousand years in Sicily) e una in giapponese. Tratta del periodo dalla occupazione araba della Sicilia fino all'impresa dei Mille di Garibaldi nel 1860.

## Edizioni
- Giuseppe Quatriglio, Mille anni in Sicilia, Marsilio, 2002,  p. 237.